# Abadía de Eibingen

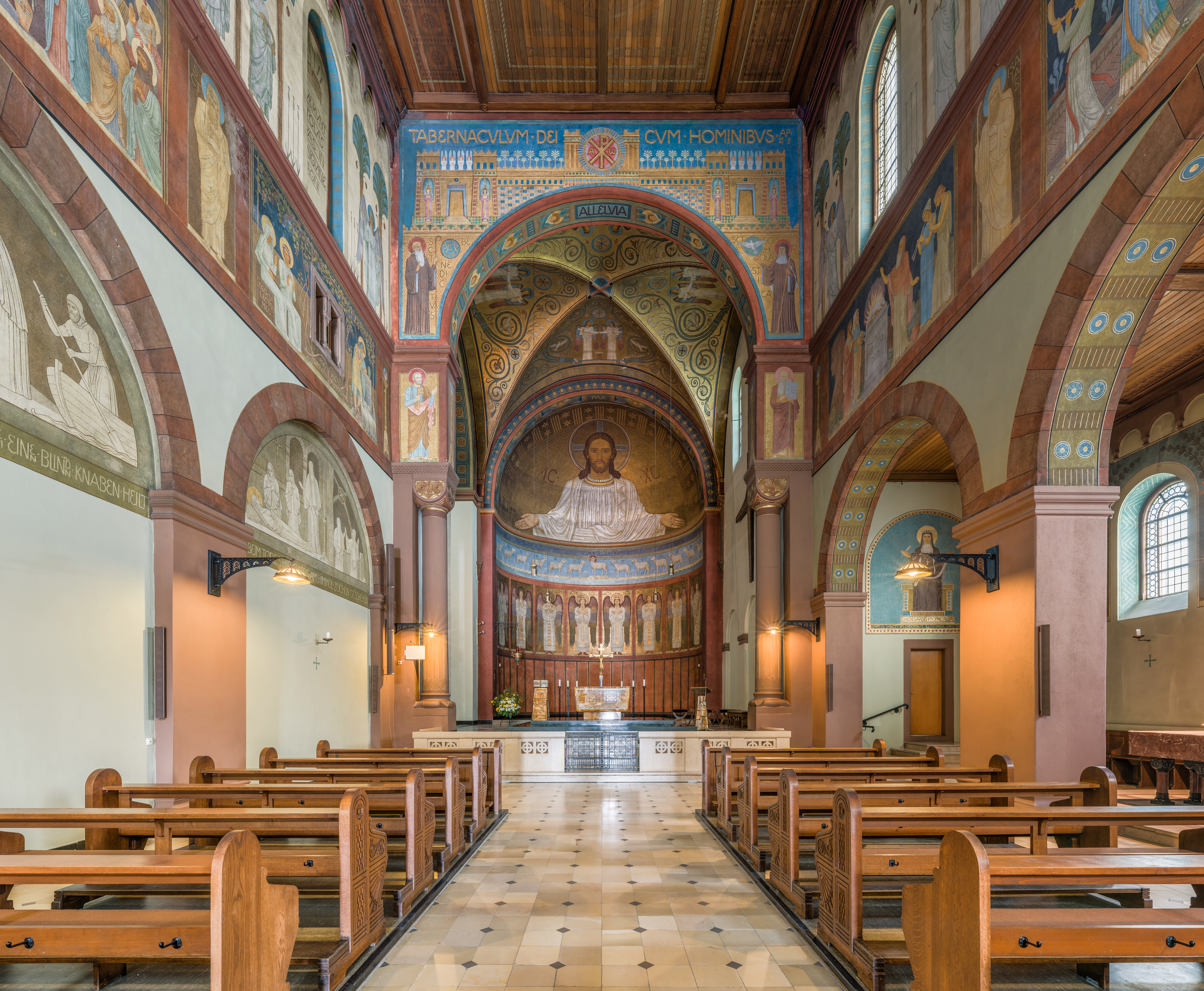
Interior

La abadía de Eibingen (en alemán: Abtei St. Hildegard, nombre completo: Abadía benedictina de Santa Hildegarda) es una comunidad de monjas benedictinas en Eibingen, cerca de Rüdesheim, en Hesse, Alemania. Fundada por Hildegarda de Bingen en 1165, fue disuelta en 1804, pero restaurada, con nuevos edificios, en 1904. Las monjas producen vino y artesanía. Cantan servicios regulares, que en ocasiones han sido grabados. La iglesia también se utiliza como sala de conciertos. La abadía es Patrimonio de la Humanidad de la Garganta del Rin.

## Historia
La comunidad original fue fundada en 1165 por Hildegarda de Bingen. Fue la segunda comunidad fundada por ella. Fue disuelta en 1804. Tras el Reichsdeputationshauptschluss (mediatización alemana), los terrenos que poseía el convento pasaron a formar parte de los dominios del príncipe de Nassau-Weilburg, quien, en 1831, llegó a comprar tanto el monasterio como su iglesia.
La comunidad fue restablecida por Carlos, sexto príncipe de Löwenstein-Wertheim-Rosenberg en 1904 y reubicada desde la abadía de San Gabriel en Praga. El convento pertenece a la Congregación Beurona dentro de la Confederación Benedictina. Se construyó un nuevo edificio de estilo neorrománico. En 1941, las monjas fueron expulsadas por los nazis; no pudieron regresar hasta 1945. En 1988, las hermanas fundaron el Priorato de Marienrode en Hildesheim, que se independizó de Eibingen en 1998.
Las monjas trabajan en el viñedo y en los talleres de artesanía, además de realizar las tradicionales tareas de hospitalidad. Un visitante observó a las monjas utilizando sistemas GPS, ordenadores y modernos utensilios de cocina.  Se las oye (pero no se las ve) cantar sus servicios regulares. Las monjas han grabado sus Vísperas. Una primera grabación se realizó en 1973 y contenía sólo dos obras de Hildegarda de Bingen, un Kyrie y O virga ac diadema. Una segunda grabación apareció en 1979, para recordar el 800 aniversario de la muerte de Hildegarda, incluyendo las mismas piezas y antífonas, un himno, un responsorio y partes del Ordo virtutum. En 1989 apareció una tercera grabación, dirigida por P. Johannes Berchmans Göschl, estudioso del canto gregoriano. Un crítico de Gramophone señaló sobre una grabación de 1998: "Estas monjas llevan la misma vida que la comunidad de Hildegarda, cantan diariamente el mismo Oficio Benedictino, respiran el mismo aire e intentan captar el espíritu de su gran predecesora del siglo XII".

## Patrimonio

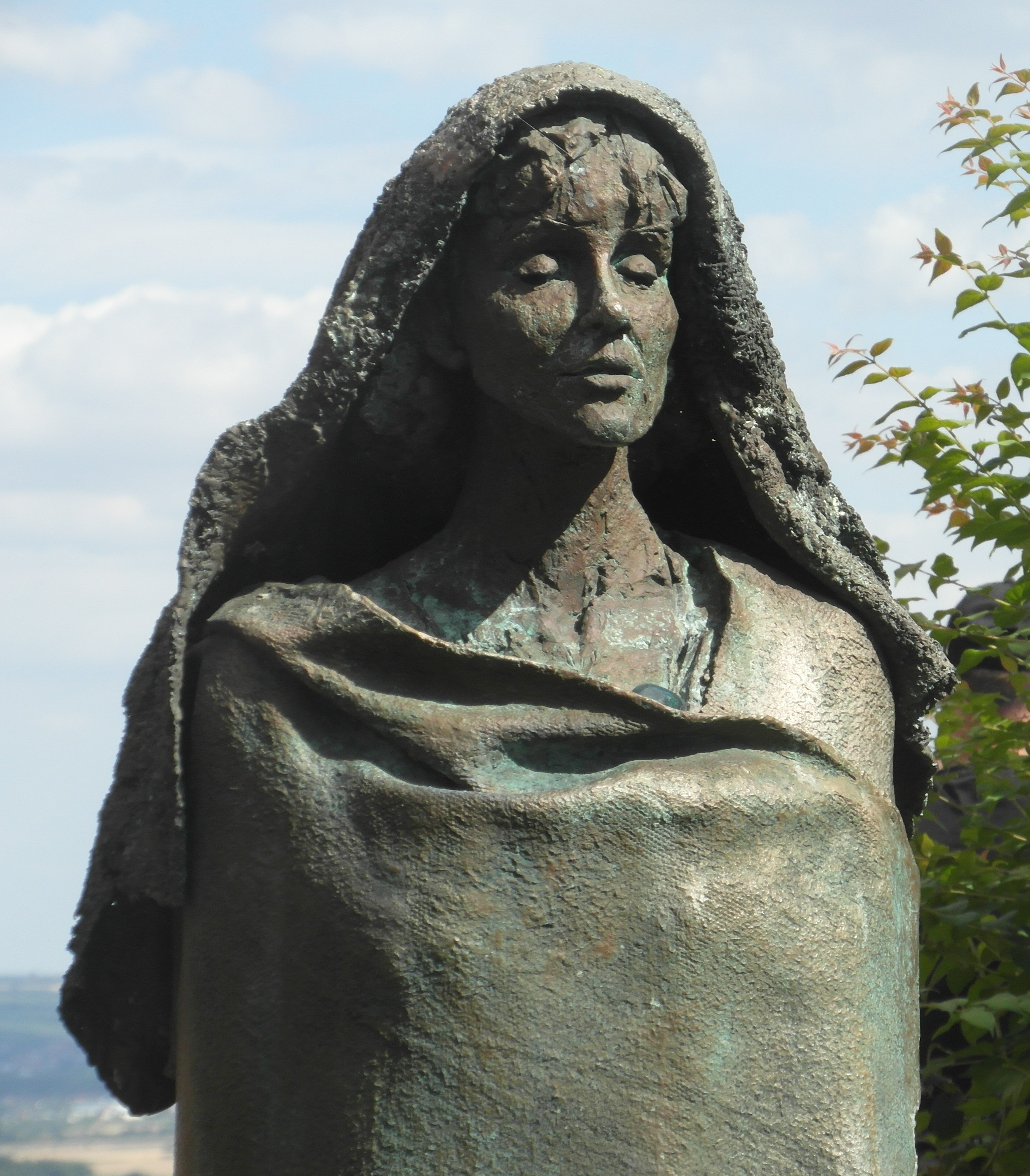
Estatua de Hildegarda de Bingen, bronce de Karlheinz Oswald (1998)

La abadía es Patrimonio de la Humanidad de la Garganta del Rin. La iglesia se ha utilizado para conciertos del Festival de Música de Rheingau, como una "BachTrompetenGala" con el organista Edgar Krapp  y un concierto con la New York Polyphony en 2014.  El escultor Karlheinz Oswald realizó en 1998 una estatua de bronce de tamaño natural llamada Hildegarda de Bingen, con una copia en el museo de Bingen y otra en el jardín frente a la iglesia abacial.